# 祁家镇
祁家镇，是中华人民共和国辽宁省辽阳市太子河区下辖的一个乡镇级行政单位。

## 行政区划
祁家镇下辖以下地区：
小祁家村、扬林子村、石桥子村、窦双树子村、方双树子村、蛤蜊河村、水泉村、唐庄子村和朝光村。